# Taarof
Taarof, T'aarof, Ta'aruf oder Tarof (persisch تعارف, ‚Kennenlernen‘; vgl. arabisch ta‘rīf, ‚Bekanntmachung‘, verwandt mit „Tarif“) ist eine zeremonielle Höflichkeitsform in der persischen bzw. iranischen Alltagskultur, die das gesellschaftliche und soziale Miteinander bestimmt und das Verhalten untereinander in der täglichen Interaktion von Iranern prägt. Durch Taarof, eine Art den eigenen Willen zu verleugnen, um dem Gegenüber zu gefallen und gleichzeitig dem Gegenüber ein gutes Gefühl zu geben bzw. Anerkennung zuteilwerden zu lassen, kann in der Interaktion zwischen zwei Personen die gegenseitige Verpflichtung und soziale Rolle in der Aktion bestimmt werden. Höflichkeit, Ehrerbietungen, Angebot und Übergabe materieller Werte sowie Gefälligkeiten sind wesentliche Merkmale von Taarof. Taarof kann sowohl eine linguistische Ebene als auch eine aktive Handlungsebene beinhalten. Oberflächlich betrachtet wirkt Taarof wie eine übertriebene Form der orientalischen Höflichkeit, die oft von Außenstehenden missverstanden werden kann. Eine verbreitete Beschreibung von Taarof ist die einer zeremoniellen Unaufrichtigkeit. Taarof ist ein iranisches Kulturphänomen und unabhängig von Religion, Weltanschauung, ethnischer Zugehörigkeit oder Sprache. Taarof und die daraus resultierende sprachliche Mehrdeutigkeit und Höflichkeit prägen die iranischen Sprachen und den Alltag.

## Soziale und kulturelle Grundlagen
Die iranische Gesellschaft zeichnet sich durch eine stark hierarchisch geprägte Sozialstruktur aus. Dies begründet sich in der geschichtlichen Entwicklung als eine semifeudal und aristokratisch geprägte Gesellschaft, in der soziale Ränge zum Hauptaspekt der Rollenfindung in der zwischenmenschlichen Interaktion werden. Der soziale Status wird bestimmt durch eine Reihe von Faktoren, wie Abstammung, Besitz, Macht, aber auch Alter oder Bildung, sowie religiöse Faktoren wie Haddsch oder besondere Frömmigkeit. Da der hieraus entstehende soziale Rang des Einzelnen stets neu bestimmt wird, je nachdem, mit wem er interagiert, ist er dynamisch. Taarof ist ein universelles iranisches Kulturphänomen und unabhängig von Religion, Weltanschauung, ethnischer Zugehörigkeit oder Sprache. Alltägliche Taarofhandlungen, wie das Offenhalten von Türen und Bestehen darauf, nach dem Gegenüber hindurch zu gehen oder das Anbieten von Ehrungen und Komplimenten durchziehen das iranische Leben im Alltag. Taarof wird oftmals als eine zeremonielle Unaufrichtigkeit beschrieben, die jedoch nicht böswillig geschieht. Vielmehr liegt dem der Wunsch nach höflicher Gestik und Erhöhung des Gegenüber zugrunde. Loeb kennzeichnet als wesentliche vier Kennzeichen von Taarof Höflichkeit, das Zeremoniell, das Angebot und die Übergabe. William Beeman beschreibt Taarof als aktive ritualisierte Verwirklichung sozialer Ränge.
Es ergeben sich grundsätzlich zwei Interaktionsmöglichkeiten, eine gleichgestellte Interaktion und eine nicht gleichgestellte, die sich im jeweils anderen Verhalten der Beteiligten widerspiegelt. In der nicht gleichgestellten Interaktion unterscheidet sich die Herangehensweise danach, ob die Kommunikation vom Niedriger- zum Höhergestellten oder umgekehrt verläuft. Da der soziale Rang immer abhängig vom Gegenüber ist und situativ neu bestimmt wird, müssen die Beteiligten alle Varianten der Interaktion und des daraus resultierenden Taarof beherrschen. Curzon beschrieb 1892 seine diesbezügliche Beobachtung als Phänomen, dass dieselbe Person je nach sozialem Kontext und Interaktionspartner hochmütig oder unterwürfig auftreten würde. Das Reflektieren und die Einhaltung der sozialen Ränge sowie das korrekte Verhalten innerhalb dieser Rollen sind für die Beteiligten sowohl ethisch als auch durch soziale Normen und Etikette gesteuert. Eine Verletzung derselben würde für die jeweilige Person einen Gesichtsverlust bedeuten, die Einhaltung derselben dient der Gesichtswahrung und Ehrvermehrung. Das Vortäuschen abweichender sozialer Ränge zum Erreichen bestimmter strategischer Ziele ist hierbei ein oft verwendetes Mittel. Fliegt es auf, ist es mit Gesichtsverlust verbunden, gelingt es, gilt es als besonders clever.
Die Unsicherheit und Instabilität sozialer Ränge und Verflechtungen sowie die Unklarheit über Absichten und strategische Interaktionsziele des Gegenüber führt zu einer grundsätzlich misstrauischen Grundhaltung gegenüber Personen außerhalb des direkten persönlichen Umfelds im Iran. Nur in engen persönlichen Beziehungen innerhalb von Familien und dem direkten Umfeld sind soziale Ränge über längere Zeit stabil und die Absichten des Gegenüber berechenbar.

## Strategische Aspekte

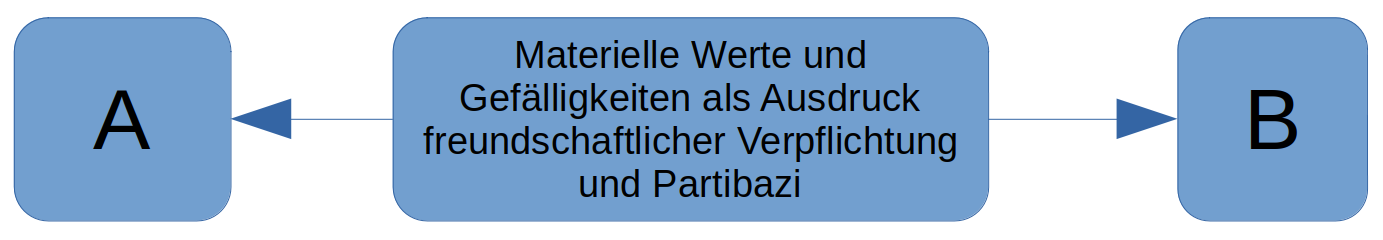
Die gleichgestellte Interaktion ist gekennzeichnet durch den Austausch von Höflichkeiten, Gefälligkeiten und materieller Werte als gegenseitiger ggf. freundschaftlicher Verpflichtung.

Im sozial streng reglementierten Umgang miteinander kann Taarof zur Durchsetzung bestimmter strategischer Ziele verwendet werden. Während die nicht gleichgestellte Interaktion immer eine „von unten nach oben“ oder „von oben nach unten“ Richtung aufweist, die eine unterschiedliche Herangehensweise erfordert, ist eine gleichgestellte Interaktion gekennzeichnet von rangmäßig horizontaler Interaktion. Diese ist gekennzeichnet durch den Aufbau von interessensbezogenen Freundschaften, sogenannten dowrehs (Runden), innerhalb derer Höflichkeiten, Freundschaftsdienste und materielle Werte sowie gegenseitige Gefallen im Rahmen von partibazi (Parteinahme bis hin zu offener Vetternwirtschaft und Nepotismus) erfolgen. Dieses Verhalten gilt im Iran auch keinesfalls als anrüchig, sondern als ganz normal und legitim. Materielle Werte im Sinne von Taarof können Kleinigkeiten wie Speisen und Getränke aber auch großzügige Geldgeschenke zu besonderen Anlässen wie Hochzeiten sein.

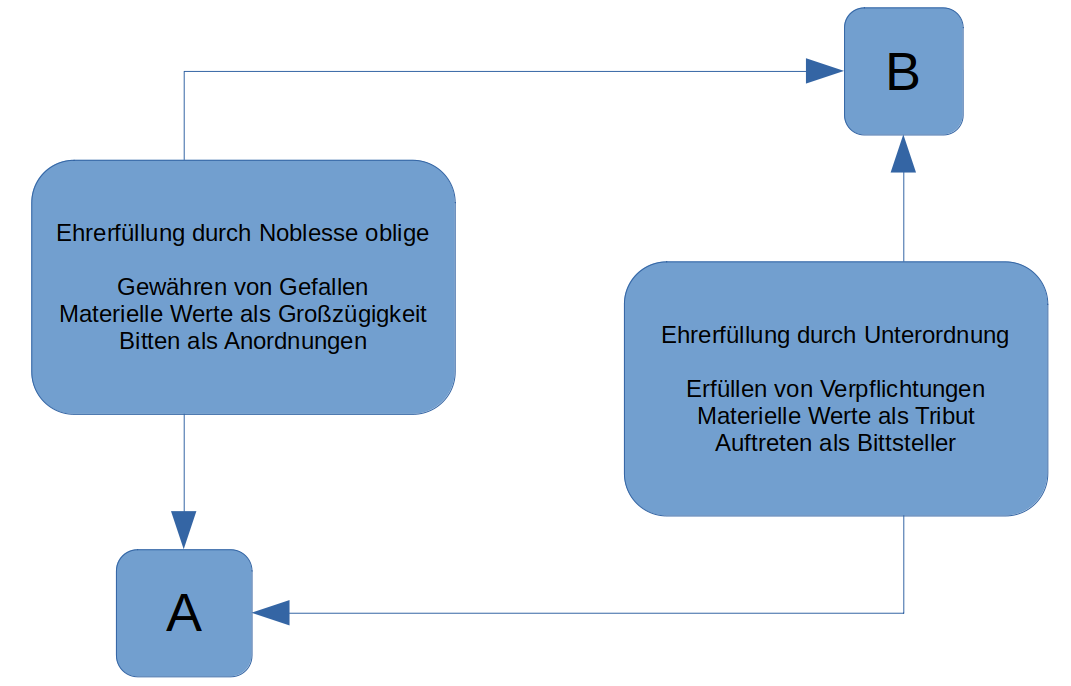
Die Gewährung von großzügigen Höflichkeiten, Gefälligkeiten und materieller Werte im Sinne eines Noblesse oblige von oben nach unten sowie die Erwartung der Erfüllung von Bitten im Sinne von Anordnungen kennzeichnen die Interaktion von oben nach unten. In der Interaktion von unten nach oben sind die ehrvolle Unterordnung durch Höflichkeiten, Gefälligkeiten, materieller Werte und Andienungen als Verpflichtung sowie die Formulierung von Bitten als Bittsteller kennzeichnend

Bei nicht gleichgestellten Interaktionen verfolgen die Beteiligten unterschiedliche Ziele. Während der ranghöhere Beteiligte eine Verpflichtung zu Großzügigkeit und Gewährung von Gefallen und Werte im Sinne eines Noblesse oblige empfindet, sind seine Bitten von Anordnungscharakter, jedoch ohne sprachlich zu einem Befehl zu werden. Der rangniedere Beteiligte empfindet seine Aktivitäten als Verpflichtung dem Ranghöheren gegenüber und formuliert seine Bitten im Sinne von Petitionen als Bittsteller. Materielle Gaben, wie das Anbieten von Speisen werden als selbstverständliche Verpflichtung im Sinne eines Tributes angeboten.
Man kann durch Taarof auf verschiedene Weise ehrvoll handeln, wenn Gefälligkeiten oder Gaben angeboten werden:
- Man akzeptiert die Gabe oder den Gefallen von einem Ranghöheren nach sehr großem Protest letztendlich doch.
- Man leitet das Angebot einer Gabe oder eines Gefallens um an einen Ranghöheren, der schließlich akzeptiert.
- Man bietet eine angebotene Gabe oder Gefälligkeit einem Rangniederen an. Nimmt er sie an, gewinnt man durch die gezeigte Großzügigkeit an Ehre, lehnt er final ab, kann man die Gabe oder Gefälligkeit annehmen, ohne als gierig zu gelten.

Je nach strategischem Ziel der Interaktion kann es für die Beteiligten sinnvoller sein, sich rangmäßig unterzuordnen, um sein Gegenüber in eine ranghöhere Position zu bringen, in der die Nichterfüllung einer Bitte nicht ohne Gesichtsverlust möglich ist. Eine andere Variante ist, mit Hilfe eines Dritten den eigenen Rang so hoch anzusetzen, dass die Erfüllung von Wünschen vom Gegenüber als obligat verpflichtend angesehen wird. Das soziale Spiel bei der Findung der Rangordnung kann sehr ausgeklügelt sein und von linguistischen Feinheiten und Finessen durchzogen, die dem ungeübten Ohr als reiner Austausch von Höflichkeit erscheinen. Diese Ausnutzung der Rangfindungsphase zur Vortäuschung eines falschen sozialen Rangs, um daraus Vorteile zu ziehen, wird als Zerangi (Cleverness) bezeichnet und kann, geschickt in Verhandlungen verwendet, ebenfalls ehrvoll und hoch angesehen sein.
Das Anbieten von Gaben, auch wenn diese nicht tatsächlich angeboten werden sollen, ist Teil des sprachlichen und kulturellen Miteinander. Die erste Antwort nach einem Preis bei Gütern oder Dienstleistungen lautet daher oft „Ghabeleh shoma ra nadareh“ (Wörtlich: „Es ist Ihrer nicht würdig“, Es ist umsonst für Sie). Erst nach ausreichendem Protest wird ein Preis genannt. Es erfordert ausreichend Kenntnis der linguistischen Feinheiten der Sprache, um ab einem gewissen Punkt erkennen zu können, ob ein Angebot ernsthaft gemeint ist. Die Frage, ob es nur Taarof oder ein ernsthaftes Angebot sei („Taarof nist?“ Ist [es] kein Taarof?) gehört zum normalen Miteinander, wobei oftmals auch diese Frage im Rahmen von Taarof einfach bejaht wird. Oberflächlich betrachtet wirkt Taarof dadurch wie eine übertriebene Form von orientalischer Höflichkeit, die von Außenstehenden missverstanden werden kann. Die Feinheiten von Taarof beinhalten teilweise ausgesprochen blumige und kunstvolle Redewendungen und geben in ihrer Mehrdeutigkeit den iranischen Sprachen eine deutliche und typische Prägung. Zusammen mit der generellen Höflichkeit und Gastfreundschaft als prägende Elemente der iranischen Kultur sind sie wesentliches Merkmal des iranischen Alltagslebens und erschweren zusätzlich das Erkennen der Ernsthaftigkeit eines Angebotes.

## Linguistische Aspekte
Die persische Sprache kennt neben den zeitlichen Konjugationsformen auch eine reflexive Konjugation, mit der sich der Sprecher in der Interaktion mit anderen selbst herabsetzen oder das Gegenüber erhöhen kann. Das Spiel mit feinen Nuancen der Sprache ermöglicht dem Sprecher sehr kunstvolle und blumige Metaphern zu verwenden und mit ihnen zu punkten. Auch die Interaktion von oben nach unten bedient sich dabei ausgesuchter Höflichkeit, ist weniger selbst herabsetzend, sondern eher gönnerhaft und das Gegenüber erhöhend.
Taarof-typische Konjugationen von Verben beinhalten immer je nach Richtung der Kommunikation eine selbstherabsetzende oder das Gegenüber erhöhende Option.
Beispielsweise wird das Verb goftan (Persisch: گُفْتَن, sagen) bei selbstreferentieller Verwendung in selbst herabsetzender Weise zu arz kardan (عرض کردن, respektvoll erwähnen/sagen), bei Sätzen, die das Gegenüber betreffen, jedoch das Gegenüber erhöhend zu farmudan (فرمودن, Befehlen). Im ungleichen Dialog zwischen zwei Personen wäre der Ablauf wie folgt:
Person A sagt etwas.
Person B fragt nach: „Ce farmudid?“ (Wörtlich in etwa: Was befahlt Ihr?)
Person A antwortet: „Arz kardam ke …“ (Wörtlich etwa: Ich erwähnte respektvoll, dass …)
Die Kommunikation zwischen gleichgestellten Interaktionspartnern würde ohne selbst herabsetzende oder den Gegenüber erhöhende Elemente auskommen, und liefe wie folgt ab:
Person A sagt etwas.
Person B fragt nach: „Ce gofti?“ (Was sagtest Du?)
Person A antwortet: „Goftam ke …“ (Ich sagte, dass …)

## Einfaches Beispiel
Es wird eine Einladung zum Essen ausgesprochen, obwohl der Kühlschrank leer ist und man eigentlich keine Zeit hat. Der Taarof kennende Eingeladene würde dann dankend ablehnen.

## Anschauungsbeispiele
| Eine junge Frau lehnt ihr per Taarof angebotene Speisen ab. Die rechte Hand ist in einer abwehrenden Geste erhoben. Sie wird die Speisen erst nach ausreichendem Protest annehmen. Akzeptiert sie die Speisen zu früh, wirkt sie gierig. Lehnt sie die Speisen zu ausdauernd ab, wird das Angebot zurückgezogen. Wenn sie noch Hunger hat, wird sie genau die richtige Dosis an Ablehnung demonstrieren, um letztlich rechtzeitig das Angebot anzunehmen. Die Annahme des Angebotes zum richtigen Zeitpunkt ehrt sowohl den Anbieter als auch den Gast. |
| Einem Gast werden Speisen angeboten. Mehrere Personen halten den Teller, und beteiligen sich so gestisch am Taroof. Der Gast wird durch diese Geste erhöht, die Anbietenden dienen dem Gast gemeinsam. Nimmt der Gast die Speisen an, so gilt die Ehre des Gebens allen Anbietern. Lehnt der Gast die Speise final ab, so sind sowohl der Gast durch das Angebot als auch die Gastgeber durch das Anbieten geehrt. Dies kann so weit gehen, dass auch Dinge angeboten werden, die ganz offensichtlich nicht abgegeben werden sollen, wie beispielsweise noch unberührte Speisen vom eigenen Teller oder ein eigens für den Anbietenden gebrachtes Getränk. Die Annahme eines solchen Angebotes gilt als Affront. |
| Ein Fischhändler im Bazar von Rasht vollzieht gestisches Taarof, indem er beide Handflächen nach oben wendet, ein üblicher Antwortsatz auf die Frage des Kunden nach dem Preis der Ware oder Dienstleistung ist „Ghabeleh shoma ra nadareh“ (Wörtlich: „Es ist Ihrer nicht würdig“, Es ist umsonst für Sie). Erst nach ausreichend Protest des Kunden, wird er seinen Preis trotzdem nennen und auch darauf bestehen. Das Angebot, die Ware zu verschenken ist rein symbolisch und kann vom Gegenüber nicht ohne Gesichtsverlust angenommen werden. |
| Ein Sportler bedankt sich nach dem Training in einer Zurkhaneh beim Ältesten mit einer Demutsgeste und Verneigung. Ein typischer Satz für diese Ehrerbietung ist „qorbān-e šomā“ (wörtlich:„[...Ich bin eine...] Opfergabe für Sie“). Durch Gestik und Wortwahl erhöht er sein Gegenüber als Ausdruck von Ehrerbietung in einer nicht gleichgestellten Interaktion von Taarof. Die Annahme der Ehrerbietung durch den ranghöheren Älteren ehrt wiederum ihn selbst. |
| Ein Soldat kniet nieder, um Schah Mohammad Reza Pahlavi beim Verlassen des Iran am 16. Januar 1979 als Zeichen höchster Ehrerbietung die Füße zu küssen. Dies liegt außerhalb des üblichen Hofprotokolls und ist eine reine Ehrerbietung im Rahmen von Taarofgestik. Der Schah neigt sich hinab, um ihn daran zu hindern, auch dies im Rahmen von Taarof. Diese sein Gegenüber erhöhende Geste vollzieht er, obwohl er als Schah zweifelsfrei in jeder Situation in der iranischen Gesellschaft als ranghöchste anwesende Person gelten konnte, und ihm auch starke Ehrerbietung rangmäßig zustand. Die hierdurch zur Schau gestellte Bescheidenheit gilt wiederum als ehrvoll. |
| In diesem Video ist Ayatollah Ali Khamenei zu Besuch bei den Eltern eines christlichen iranischen Märtyrers zu sehen. In diesem Transkript der ersten 30 Sekunden des Gesprächs finden sich typische linguistische Varianten von Taarof zwischen nicht gleichgestellten Personen. Khamenei: „Ein wirklich sehr leckerer Kuchen.“ Frau und Mann gleichzeitig: „Noosheh jaan“ (Wörtlich: Möge es süß für Ihre Seele sein im Sinne von Guten Appetit) Khamenei:(zu den anderen Gästen): „Möchten Sie nichts davon essen?“ Mann (zu den anderen Gästen): „Befarmaeed“ (Unterwürfig Form von: Bitte sehr, wörtlich „Befehlen Sie“) Frau: „Sie müssen von dem Obst essen, Sie müssen von den Süßgkeiten essen, es ist ein Fest, dass Sie in das Haus des Märtyrers gekommen sind, bedauerlicherweise ist das Haus sehr klein, aber was soll ich machen.“ Khamenei: „Möge [dafür] Ihr Herz groß sein.“ |